# تری آدلینگتون
تری آدلینگتون (انگلیسی: Terry Adlington; ۲۱ نوامبر ۱۹۳۵ – ۱۰ آوریل ۱۹۹۴) بازیکن فوتبال اهل بریتانیا بود.
از باشگاه‌هایی که در آن بازی کرده‌است می‌توان به باشگاه فوتبال دربی کانتی و باشگاه فوتبال تورکی یونایتد اشاره کرد.